# Banguela

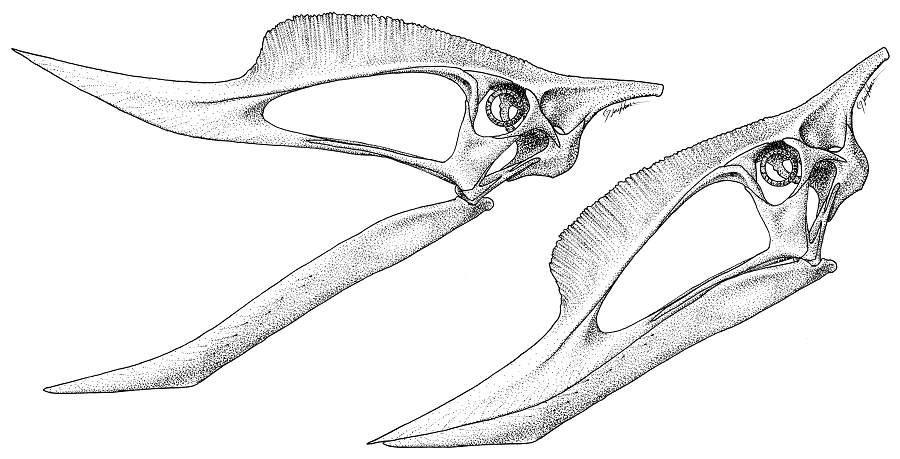
Een reconstructie van de schedel van Banguela door de medenaamgever Jaime Headden

Banguela is een geslacht van uitgestorven pterosauriërs behorend tot de Pterodactyloidea dat tijdens het Vroeg-Krijt leefde in het gebied van het huidige Brazilië. De enige benoemde soort is Banguela oberlii. 

## Vondst en naamgeving
De Zwitserse verzamelaar Urs Oberli verwierf van fossielenhandelaren een stuk van de onderkaken van een pterosauriër, afkomstig van de Chapada do Araripe in het noordoosten van Brazilië. In 2005 werd het fragment in verschillende artikelen beschreven door André Jacques Veldmeijer en toegewezen aan Thalassodromeus sethi. In 2006 overwoog Veldmeijer het te benoemen als een nieuwe soort van Thalassodromeus: Thalassodromeus oberli, in zijn proefschrift. Dit zou echter slechts een ongeldige nomen ex dissertatione opgeleverd hebben en hij concludeerde uiteindelijk dat de verschillen er niet groot genoeg voor waren.
In 2014 benoemden en beschreven de Amerikaanse paleoillustrator Jaime Headden en de Braziliaanse paleontoloog Hebert Bruno Nascimento Campos het als een apart geslacht: Banguela, met als typesoort Banguela oberlii. De geslachtsnaam betekent 'de tandeloze (vrouw)' in het Portugees, een verwijzing naar het vermoedelijke ontbreken van tanden in de kaken. De soortaanduiding eert Oberli.
Het holotype NMSG SAO 251093 is vermoedelijk afkomstig uit de Romualdoafzetting van de Santanaformatie die dateert uit het Aptien-Albien. Het bestaat uit de voorste vergroeiing van de onderkaken (symphysis mandibulae), waarvan echter de uiterste voorkant ontbreekt.
In 2018 plaatste een studie het taxon alsnog in Thalassodromeus als de soort Thalassodromeus oberlii. Welke naam te gebruiken, is een kwestie van persoonlijke keuze.

## Beschrijving
De schedel van Banguela heeft een geschatte lengte van ongeveer zestig centimeter. De vleugelspanwijdte is geschat op drieënhalf à vier meter.
De symfyse heeft een bewaarde maximale lengte van 273 millimeter. Zij vormt een scherpe voorste punt van de mandibula. In bovenaanzicht naderen de licht holle linkerrand en rechterrand elkaar asymptotisch tot ze bij het smalle voorste uiteinde vrijwel evenwijdig lopen. In zijaanzicht loopt de punt naar boven toe, de bovenrand geleidelijk, de onderrand na een abrupte knik steiler. Zowel de bovenrand als de onderrand zijn vrij scherp; de onderrand heeft geen kam. Waar de randen naar achteren uit beginnen te lopen in twee takken, bevinden zich bovenaan en onderaan geleidelijke uithollingen.
Headden & Campos stelden bij Banguela een unieke combinatie van op zich niet unieke kenmerken vast zoals het bezit van een omhoog gebogen kaakpunt en een korte uitholling bovenaan. Daarnaast waren er volgens de beschrijvers unieke afgeleide eigenschappen of autapomorfieën zoals de combinatie van de scherpe bovenrand op de voorste helft met het ontbreken van een kiel aan de onderkant. De studie uit 2018 paste dit aan wegens een geheel andere gevonden plaatsing. De enige autapomorfie was nu dat de symfyse bovenop wat korter is dan onderaan. Daarbij is een verschil met Thalassodromeus sethi dat de bovenrand van de symfyse veel scherper is dan de onderrand.

## Fylogenie
Veldmeijer viel in 2005 al de overeenkomsten met Dsungaripterus op maar achtte het materiaal te beperkt om er positieve conclusies uit te trekken. Headden en Campos plaatsten Banguela in 2014 in de Dsungaripteridae, als de meest basale soort van die groep. De beschrijvers namen aan dat de Wet van Dollo, dat eenmaal verloren gegane organen niet meer terugkeren, van toepassing is op de tanden van pterosauriërs en dat dus de tanden van meer afgeleide dsungaripteriden geen nieuwvormingen zijn. Dat zou betekenen dat Banguela apart haar tanden verloren heeft en dat dit dan minstens het vijfde geval is bij de pterosauriërs, naast de Thalassodrominae, de Tapejaridae, de Neopterodactyloidea en de Pteranodontia. Een alternatieve hypothese is dat de Azhdarchoidea eenmalig hun tanden verloren en de afgeleide Dsungaripteridae ze weer opnieuw ontwikkelden, bijvoorbeeld van een nog latent aanwezig zijnde genetische aanleg uit. Headden wees in 2014 op een omstandigheid die dit bevestigde: de kladistische datamatrix die gebruikt was om de fylogenetisch positie van Banguela vast te stellen was tamelijk verouderd. Een nieuwe analyse, die in de publicatie van 2014 niet meer kon worden toegepast, wees uit dat Banguela basaal in de Dsungaripteromorpha stond.
De studie in 2018 kwam echter tot een geheel andere conclusie: het specimen vertegenwoordigde toch een soort van de Thalassodrominae. Een studie uit 2020 zag het geslacht als geldig maar nu in de Chaoyangopteridae.